# Záhorie (plaats)
Záhorie is een plaats en een militair oefengebied in Slowakije. Záhorie maakt deel uit van het district Malacky.
Záhorie telt 186 inwoners.